# Taraxacum vassilczenkoi
Taraxacum vassilczenkoi là một loài thực vật có hoa trong họ Cúc. Loài này được Schischk. miêu tả khoa học đầu tiên.